# Nemapogon gravosaellus
Nemapogon gravosaellus är en fjärilsart som beskrevs av Petersen 1957. Nemapogon gravosaellus ingår i släktet Nemapogon och familjen äkta malar. Inga underarter finns listade i Catalogue of Life.